# Yukichi (cantante)
{{{1}}} (諭吉 Yukichi?)  (nacido el 18 de agosto de 1984 en Osaka) es un cantante, actor y personalidad televisiva japonés que trabaja para la agencia de entretenimiento Yoshimoto Kogyo. Es el primer artista masculino transgénero de Yoshimoto.
Anteriormente fue miembro del grupo musical formado exclusivamente por hombres trans SECRET GUYZ, y finalista de las audiciones del grupo idol mixto Yoshimotozaka 46. Su objetivo actual con su trabajo es aumentar la conciencia pública y la aceptación de la comunidad LGBT.

## Carrera
Yukichi debutó en la industria del entretenimiento en 2010.
Su primer libro escrito, "Soy la hija mayor", que detalla su crianza y sus primeros años de vida, se publicó el 23 de febrero de 2010.
En 2012, formó SECRET GUYZ con sus compañeros artistas transgénero Yoshihara Shute e Ideka Taiki, y el grupo tuvo su debut en CD al año siguiente. SECRET GUYZ continuó su actividad hasta su disolución el 12 de febrero de 2018.
Como miembro de SECRET GUYZ, Yukichi actuó en el Orgullo Arcoíris de Tokio de 2016.
En agosto de 2018, participó en las audiciones para Yoshimotozaka46, donde avanzó a la final.
En octubre de 2018, actuó como anfitrión en la fiesta de Halloween del sexto aniversario de los GRAMMY TOKYO.
En diciembre de 2018, abrió un bar llamado YUKICHIBAR en Shinjuku, donde desde entonces trabaja como gerente.

## Actuaciones
- Double Booking (febrero de 2010, Jimbocho Kagetsu)

- Otoko Oiran (marzo/mayo de 2014, Sasazuka Factory y otros)

- Stage: Pankisu! 3D (Agosto de 2015, Shinjuku Alta Studio)

- Geigeki + Talk: Reading 'Tokio' (febrero de 2016, Teatro Metropolitano de Arte de Tokio)

### Series de televisión
- Weak Man, una serie de minidramas protagonizados por SECRET GUYZ (8 de diciembre de 2014 - 9 de marzo de 2015, BS11).

### Películas
- Yadori (2019)

### Espectáculos de variedades
- Ebisu Kecakpu (8 abr-13 - 9 sep-13, TOKYO MX), como parte de SECRET GUYZ.

### Vídeos musicales
- WAZZ UP “Be My Love” (marzo de 2013)